# Francisco Díaz de Alcalá
Francisco Díaz de Alcalá (Alcalá de Henares, diciembre de 1527 - Madrid, 8 de abril de 1590), famoso cirujano del Renacimiento español. Autor del primer tratado de urología (Tratado nuevamente impreso de las enfermedades de riñones, vejiga y carnosidades de la verga y uretra), reconocido internacionalmente como “Padre de la Urología universal”.

## Biografía

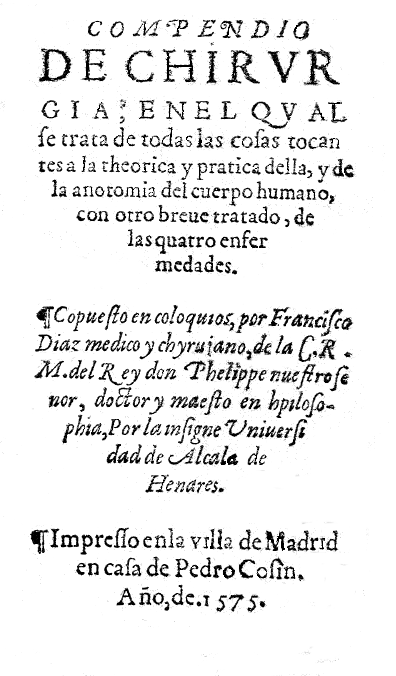
Compendio de cirugía (1575).

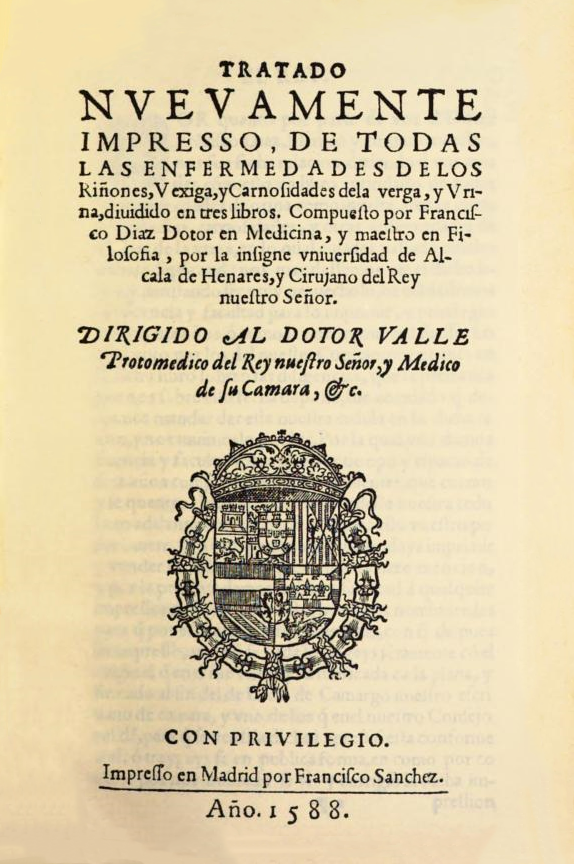
Portada del tratado de urología de Francisco Díaz (1588).

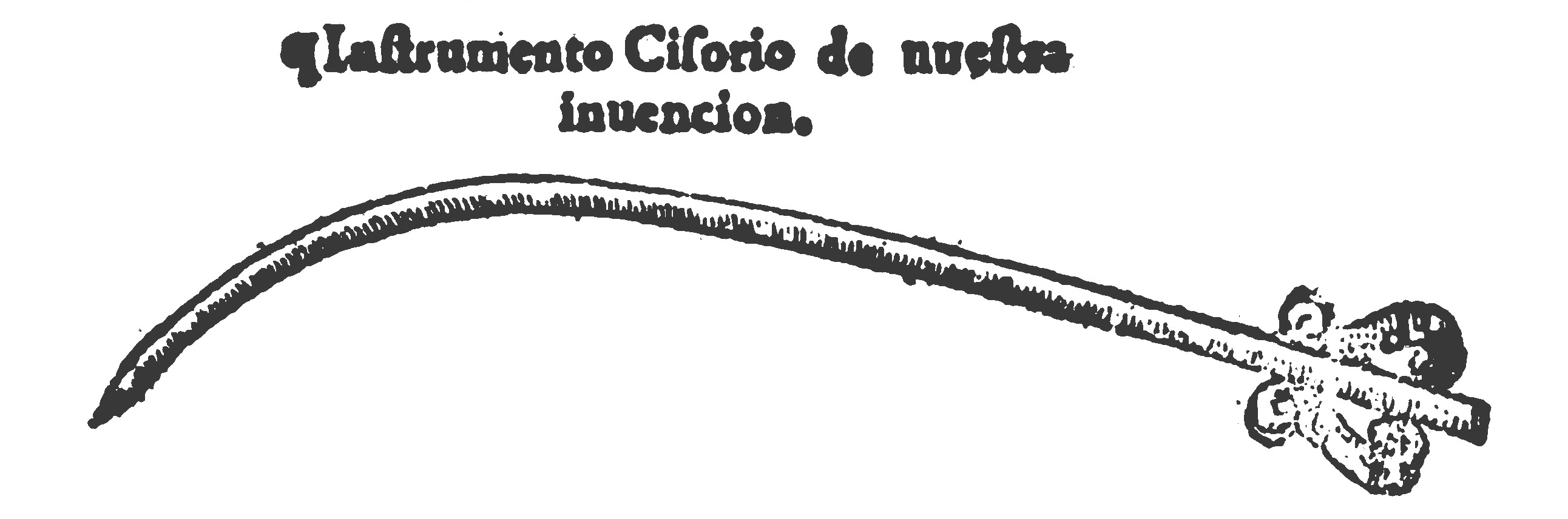
El instrumento cisorio de Francisco Díaz (1588).

Francisco Díaz nació en Alcalá de Henares en 1527. Estudió bachillerato y la carrera de Medicina en la Universidad de Alcalá. En 1548 obtuvo el título de bachiller en Artes, y el de bachiller en Medicina el 9 de diciembre de 1551. Recibió el título de licenciado en medicina el 30 de noviembre de 1555, y el de doctor en medicina un mes más tarde, el 27 de diciembre de 1555, tras un brillante expediente. Francisco Díaz fue, además, maestro en filosofía (obtuvo este título el 5 de julio de 1556). Entre 1556 y 1558 ejerció labores docentes en la Universidad de Alcalá, ya que en los libros de la Facultad de Medicina figura entre los "Doctores, Maestros y Regentes". 
Hacia 1550, contrajo matrimonio con su primera esposa doña María de la Flor de Medrano, posiblemente oriunda de Alcalá, con la que tendría seis hijos.
Durante su estancia en la Universidad conoció y trabó amistad con médicos tan eminentes como Francisco Vallés ("el divino"), Cristóbal de Vega y Fernando de Mena, algunos de los cuales llegaron a ser catedráticos en Alcalá y, más tarde, a su lado, médicos de cámara de Felipe II.
Finalizados los estudios universitarios, las dificultades para promocionarse en Alcalá y la imposibilidad de desarrollar una actividad quirúrgica fructífera en la ciudad, le deciden a probar suerte en otras capitales. En 1559 concierta con el Ayuntamiento de Burgos servir la plaza de cirujano de la ciudad, que desempeñó hasta 1565. Durante este periodo se puso de manifiesto, en muchas ocasiones, la estima y la elevada opinión que el Concejo de la Ciudad tenía sobre Francisco Díaz y su trabajo, sobre todo durante una epidemia de peste que tuvo lugar entre 1564 y 1565. En estos dos años, el cirujano llegó a prestar tan grandes y extraordinarios servicios (así consta en los documentos) que la ciudad y el Concejo quedaron muy satisfechos. Desgraciadamente, su primera esposa y la hija menor debieron fallecer en el transcurso de la epidemia, por lo que Francisco Díaz, rodeado de una numerosa prole de hijos menores, decidió volver a Alcalá en el verano de 1565. Tenía, por entonces, 37 años.
Rápidamente, y por las perentorias necesidades de la familia, contrae nuevas nupcias en 1566 con doña Mariana de Vergara, vecina de Alcalá. En 1568 consigue formar parte de la Cámara Real aunque sin título oficial. El 10 de abril de 1570 se le confiere el título de Cirujano de S.M., cargo que desempeñaría durante más de 20 años, hasta su fallecimiento en Madrid, el 8 de abril de 1590, recibiendo sepultura en el Monasterio de la Santísima Trinidad, hoy desaparecido. 
En contraste, y pese al arsenal quirúrgico descrito detalladamente en su "Tratado..." y a haber inventado y utilizado algunos instrumentos como el speculum pudendi (una tenaza para extraer los cálculos uretrales), y el instrumento cisorio (similar a un cateter) para la cirugía urológica, los útiles inventariados como "hierros para la cirugía" no eran muy numerosos, lo que denotaría que, quizás, fuera más teórico que práctico como la mayoría de los cirujanos europeos de su tiempo, que dejaron en manos de los empíricos una buena parte de las intervenciones urológicas.

## Poesía
Su biblioteca se componía de 146 obras de medicina en latín, griego y castellano, y de unos cincuenta libros en romance, revela una profunda formación latina y filosófica, y un completo estudio de la medicina humanística y la cirugía de la época. Entre las obras literarias poseía varias de conocidos poetas de la época, lo que pone de manifiesto su afición por la poesía, que él mismo demostrará escribiendo un soneto laudatorio a Duarte Días, un conocido poeta portugués. La actividad poética del cirujano, justificaría las alabanzas que Miguel de Cervantes hace de Francisco Díaz en el "Canto de Calíope" de La Galatea (1585) dónde le incluye como poeta y le dedica la siguiente estrofa:

De ti, el doctor Francisco Díaz, puedo
 asegurar a estos mis pastores
 que con seguro corazón y ledo,
 pueden aventajarse en tus loores.
 Y si en ellos yo agora corta quedo,
 debiéndose a tu ingenio los mayores,
 es porque el tiempo es breve y no me atrevo
 a poderte pagar lo que te debo.

## Tratados médicos
- "Compendio de chirurgia: en el qual se trata de todas las cosas tocantes a la theorica y pratica della, y de la anotomia del cuerpo humano, con otro breue tratado de las quatro enfermedades". Madrid: Pedro Cosin; 1575.

- "Tratado nuevamente impresso de todas las enfermedades de los riñones, vexiga, y las carosidades de la verga y urina". Madrid: Francisco Sánchez; 1588. Es el primer manual de urología publicado, por cierto en castellano, que consta de 405 páginas divididas en tres libros.[3] Catalogado y reconocido internacionalmente como el primer tratado de Urología del mundo, gracias a la labor de difusión del Dr. Antonio Puigvert. En el tomo tercero trata de las carnosidades de la uretra y describe por vez primera la uretrotomía interna (consiste en la incisión interna de la estenosis de la uretra para abrirla) mediante un aparato de su invención, el instrumento cisorio (un primitivo uretrotomo).[4][5][6]

- «Libro de anatomía o tratado de disección del cuerpo humano», manuscrito que no llegó a imprimirse y que se considera perdido.

## Reconocimiento
En Alcalá de Henares se ubica el Centro Integral de Diagnóstico y Tratamiento "Francisco Díaz", un moderno centro de especialidades del Servicio Madrileño de Salud, inaugurado en mayo de 2007, que en su nombre recuerda al prestigioso urólogo.
Los profesionales de la urología reconocen su labor investigadora al crear la Medalla Francisco Díaz, que desde 1972 premia la labor médica, docente e investigadora de urólogos españoles e iberoamericanos.
En la actualidad, la imagen del instrumento cisorio sirve como logotipo de la Oficina de Historia de la Asociación Española de Urología.